# Pachycara lepinium
Pachycara lepinium és una espècie de peix de la família dels zoàrcids i de l'ordre dels perciformes.

## Morfologia
- Els mascles poden assolir 46,5 cm de longitud total.[4][5]

## Hàbitat
És un peix marí i d'aigües profundes que viu entre 1.728-2.907 m de fondària.

## Distribució geogràfica
Es troba a la Colúmbia Britànica (el Canadà).

## Observacions
És inofensiu per als humans.